# Albânia no Festival Eurovisão da Canção Júnior
A Albânia estreou-se no Festival Eurovisão da Canção Júnior em 2012, em Amesterdão, nos Países Baixos. A Radio Televizioni Shqiptar (RTSH), emissora-membro da União Europeia de Radiodifusão, tem sido responsável pela seleção dos representantes do país desde a estreia em 2012.
A primeira representante do país foi Igzidora Gjeta em 2012 com a música "Kam një këngë vetëm për ju", que alcançou a pontuação de trinta e cinco pontos, terminando na décima segunda colocação entre doze inscrições participantes. O país esteve posteriormente ausente em 2013 e 2014. A Albânia regressou ao concurso em 2015, quando Mishela Rapo os representou com a canção "Dambaje", conseguindo noventa e três pontos e terminando em quinto lugar entre dezassete países participantes; esta continua a ser a melhor pontuação do país até o momento. Posteriormente, a Albânia competiu todos os anos até 2020, quando teve a primeira ausência da competição em seis anos após a desistência devido à pandemia de COVID-19. No entanto, em 18 de agosto de 2021, a RTSH anunciou que retornaria ao concurso em 2021.

## História
Em 2005, a emissora albanesa Radio Televizioni Shqiptar (RTSH) transmitiu o Festival Eurovisão da Canção Júnior 2005. Em 14 de agosto de 2012, a RTSH anunciou que faria sua estreia em 2012 . O mecanismo utilizado na época para selecionar seu representante foi um programa de pré-seleção nacional intitulado Junior Fest Albania 2012. Consistia em uma produção televisiva em que os participantes votavam uns nos outros, dando um, dois ou três pontos entre si, sem júri ou votação do público. A cantora infantil Igzidora Gjeta foi a primeira participante a representar a Albânia com a música "Kam një këngë vetëm për ju", que terminou na décima segunda colocação alcançando trinta e cinco pontos. Este foi o pior resultado da Albânia na história da competição.
Em 27 de setembro de 2013, a RTSH anunciou que a sua retirada do concurso de 2013, com a EBU afirmando que a retirada se devia a questões financeiras e organizacionais. A Albânia continuou ausente do concurso em 2014.  Em 13 de março de 2015 a RTSH anunciou seu retorno à competição, mudando a sua seleção nacional para  o Festivali i Këngës për Femije, A Mishela Rapo foi a grande vencedora com a música "Dambaje" ficando terminou em quinto lugar, alcançando noventa e três pontos e seu melhor resultado do país até o momento.
Em 1 de junho de 2016, Klesta Qehaja venceu o Festivali i Këngës për Femije com a música "Besoj", ganhando o direito de representar a Albânia no Festival Eurovisão da Canção Júnior 2016 em Valletta. Ela recebeu trinta e oito pontos, terminando em décimo terceiro entre dezessete países participantes.A Albânia apareceu em todos os Junior Eurovision Song Contest até 2020.
Após uma breve retirada do concurso de 2020 devido à pandemia de COVID-19, RTSH voltou a competir em 2021, com Anna Gjebrea ficando em décimo quarto lugar entre dezenove com "Stand By You". Em 16 de julho de 2022, a RTSH confirmou que participaria do Junior Eurovision Song Contest 2022 em Yerevan, Armênia. A emissora organizou o Junior Fest para selecionar a inscrição albanesa pela quinta vez, resultando na seleção de Kejtlin Gjata com a música "Pakëz diell". Gjata ficou em décimo segundo lugar na competição com 94 pontos. Em 5 de julho de 2023, a RTSH confirmou que o representante albanês para o concurso de 2023 em Nice, França, seria escolhido através do concurso de seleção nacional Junior Fest 2023. Bojken Lako foi nomeado diretor criativo da competição, que sofreria alterações em relação aos anos anteriores. Viola Gjyzeli foi finalmente escolhida para ser a representante da Albânia com a canção "Bota ime". Na competição, a Albânia alcançou o segundo melhor resultado da história, ficando em oitavo lugar geral com 115 pontos e em quinto lugar entre os júris profissionais. Isto também marcou a primeira entrada albanesa no Junior Eurovision Song Contest a receber mais de 100 pontos.

## Idiomas a concurso
| Idioma                                                          | Vezes |
| --------------------------------------------------------------- | ----- |
| Albanês & Inglês                                                | 4     |
| Albanês                                                         | 4     |
| Albanês & Inglês & turco & italiano & alemão & francês & sérvio | 1     |

## Participação
Legenda
     Vencedor
     2.º lugar
     3.º lugar
     Pontuação Nula ("Null Points")/Último Lugar
     Melhor classificação (fora do top 3)
     Qualificação para a final (fora do top 3)
     País-anfitrião
     Desclassificado
| #                                  | Ano             | Artista        | Língua                                                      | Canção                                                                         | Tradução                              | Lugar          | Pontos         |
| ---------------------------------- | --------------- | -------------- | ----------------------------------------------------------- | ------------------------------------------------------------------------------ | ------------------------------------- | -------------- | -------------- |
| 1º                                 | Amesterdão 2012 | Igzidora Gjeta | Albanês                                                     | "Kam një këngë vetëm për ju" C:Xhavit Ujkani L: Igzidora Gjeta, Jorgo Papingji | Eu tenho uma canção só para ti        | 12º            | 35             |
| Não participou desde 2013 até 2015 |                 |                |                                                             |                                                                                |                                       |                |                |
| 2º                                 | Sofia 2015      | Mishela Rapo   | Albanês, Inglês & turco, italiano, alemão, francês e sérvio | "Dambaje" C:Adrian Hila L:Pandi Laco                                           | Cofre                                 | 5º             | 93             |
| 3º                                 | Valeta 2016     | Klesta Qehaja  | Albanês & Inglês                                            | "Besoj" C:Adrian Hila L:Pandi Laco                                             | Eu acredito                           | 13º            | 38             |
| 4º                                 | Tbilisi 2017    | Ana Kodra      | Albanês & Inglês                                            | "Don't Touch My Tree (Mos ma prekni pemën)" C:Kristi Popa L:Jorgo Papingji     | Não toques na minha árvore            | 13º            | 67             |
| 5º                                 | Minsk 2018      | Efi Gjika      | Albanês & Inglês                                            | "Barbie" C:Efi Gjika L:Hristina Gjika                                          | "Barbie" C:Efi Gjika L:Hristina Gjika | 17º            | 44             |
| 6º                                 | Gliwice 2019    | Isea Çili      | Albanês                                                     | "Mikja ime fëmijëri" C:Saimir Çili L:Jorgo Papingji                            | Meu amigo de infância                 | 17º            | 36             |
|                                    | Varsóvia 2020   | Não participou | Não participou                                              | Não participou                                                                 | Não participou                        | Não participou | Não participou |
| 7º                                 | Paris 2021      | Anna Gjebrea   | Albanês & Inglês                                            | "Stand By You" C & L:Adam Watts, Endi Çuçi, Gannin Arnold, Sanni M'Mairura     | Fico por ti                           | 14°            | 84             |
| 8º                                 | Erevã 2022      | Kejtlin Gjata  | Albanês                                                     | "Pakëz diell" C:Endri Muça L:Kejtlin Gjata                                     | Um pouco de sol                       | 12º            | 94             |
| 9º                                 | Nice 2023       | Viola Gjyzeli  | Albanês                                                     | "Bota ime" C:Enis Mullaj L:Eriona Rushiti                                      | Meu Mundo                             | 8º             | 115            |

## Comentadores e porta-vozes
| Anos      | Comentarista    | Porta-voz       | Ref           |
| --------- | --------------- | --------------- | ------------- |
| 2005      | Andri Xhahu     | Não participou  | [ 20 ]        |
| 2006-2011 | Sem transmissão | Não participou  |               |
| 2012      | Andri Xhahu     | Keida Dervishi  | [ 20 ]        |
| 2013-2014 | Sem transmissão | Não participou  |               |
| 2015      | Andri Xhahu     | Majda Bejzade   | [ 21 ] [ 22 ] |
| 2016      | Andri Xhahu     | Juna Dizdari    | [ 23 ] [ 24 ] |
| 2017      | Andri Xhahu     | Sabjana Rizvani | [ 20 ]        |
| 2018      | Andri Xhahu     | Daniil Lazuko   | [ 25 ]        |
| 2019      | Andri Xhahu     | Efi Gjika       | [ 26 ] [ 27 ] |
| 2020      | Desconhecido    | Não participou  | [ 28 ]        |
| 2021      | Andri Xhahu     | Alex            | [ 29 ]        |
| 2022      | Andri Xhahu     | Mariam Gvaladze | [ 30 ]        |
| 2023      | Andri Xhahu     | Guilia Moulay   | [ 31 ]        |